# Rhithrogena futilis
Rhithrogena futilis är en dagsländeart som beskrevs av Mcdunnough 1934. Rhithrogena futilis ingår i släktet Rhithrogena och familjen forsdagsländor. Inga underarter finns listade i Catalogue of Life.